# Raision Loimu
Raision Loimu – fiński klub siatkarski z miejscowości Raisio (Finlandia Zachodnia). Założony został w 1958 roku. Od 1977 roku gra w najwyższej klasie rozgrywek klubowych w Finlandii. W tym czasie zespół zdobył sześć mistrzostw Finlandii i jeden Puchar Finlandii.

## Rozgrywki międzynarodowe
| Sezon     | Rozgrywki        |
| --------- | ---------------- |
| 1997/1998 | Liga Mistrzów    |
| 2005/2006 | Puchar Top Teams |
| 2010/2011 | Puchar CEV       |

## Medale, tytuły, trofea
- Mistrzostwa Finlandii:
  -  1982, 1983, 1984, 1990, 1997, 2001
  -  1980, 1981
  -  1978, 1979, 1985, 1987, 1993, 1994, 2010
- Puchar Finlandii:
  -  2004
  -  2005
- Mistrzostwa Krajów Nordyckich:
  -  2008